# John Rowe (marchand)
Pour les articles homonymes, voir John Rowe et Rowe.
John Rowe (1715 - 1787) est un marchand, contrebandier et promoteur immobilier qui a vécu la majeure partie de sa vie à Boston aux États-Unis. Comme marchand, la cargaison de l'un de ses navires a joué un rôle majeur dans le Boston Tea Party. Comme promoteur, il est surtout connu pour le Rowes Wharf (en), un projet immobilier moderne au centre-ville de Boston qui a été construit sur le site même de son quai (wharf).

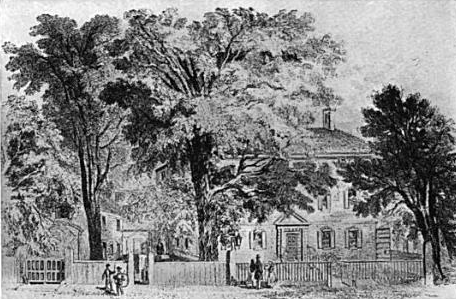
Rowe a vécu sur Bedford Street à Boston, de 1764 à 1787.

## Biographie
Rowe est né à Exeter, dans le comté anglais du Devon en 1715. Jeune, il émigre à Boston aux États-Unis avec son frère, où il demeure le reste de sa vie. En 1743, il épouse Hannah Speakman. Ses journaux intimes, qui appartiennent aux collections de la Massachusetts Historical Society, comprennent plusieurs observations utiles sur les gens, les évènements et la vie quotidienne de Boston. Il a occupé plusieurs postes à Boston, notamment sur le Boston Board of Selectmen (en), sorte de conseil de ville qui a siégé du XVIIe siècle jusqu'à 1822.
Rowe est un contrebandier actif, contournant les règlementations commerciales britanniques en faisant affaire avec des ports interdits. Il est aussi actif dans la traite des noirs, ce que démontre l'une de ses annonces parue le 28 juillet 1746 dans le journal Boston Evening Post. Il présente des biens à vendre à l'encan sur son quai, tels que du cacao et du rhum. Après la liste, il offre d'acheter « Quelques Nègres pour travailler au Carpenter’s Trade [et promet] de donner un bon prix s'il en est satisfait ». Comme d'autres Américains, il proteste contre le durcissement des restrictions commerciales et participe à l'organisation d'une émeute contre le timbre fiscal imposé par le gouvernement britannique en 1765, émeute qui voit la destruction de la maison du gouverneur Thomas Hutchinson.
L'historien Carl Lotus Becker, dans son The Eve of Revolution de 1918, minimise le rôle de John Rowe dans le soulèvement. En effet, pendant la Révolution américaine, Rowe refuse de prendre parti, préférant s'occuper de ses affaires.
Rowe est propriétaire du Eleanor, l'un des navires à thé qui participe au Boston Tea Party, la révolte américaine de 1773. Selon certains observateurs, lors d'une réunion du parti à la Old South Meeting House, il aurait prononcé ces mots : « peut-être que l'eau salé et le thé se mélangeront ce soir », expression qui serait entré dans le jargon américain. Selon ses journaux intimes, il était malade ce soir-là et ne s'est pas présenté à la réunion. Toutefois, puisque plusieurs personnes ont rapporté l'avoir vu à la réunion, cette mention visait peut-être à cacher sa participation aux évènements qui ont mené à la révolte.
En 1784, il donne la Morue sacrée du Massachusetts à l'État du Massachusetts, sculpture qui sera suspendue dans la Chambre des représentants du Massachusetts au Massachusetts State House à Boston.

### Citations originales
1. ↑  (en) « Some Negroes that can work at the Carpenter’s Trade”, and promised to “give a handsom[e] Price if he likes them. »
2. ↑  (en) « perhaps salt water and tea will mix tonight »